# Ring Brot

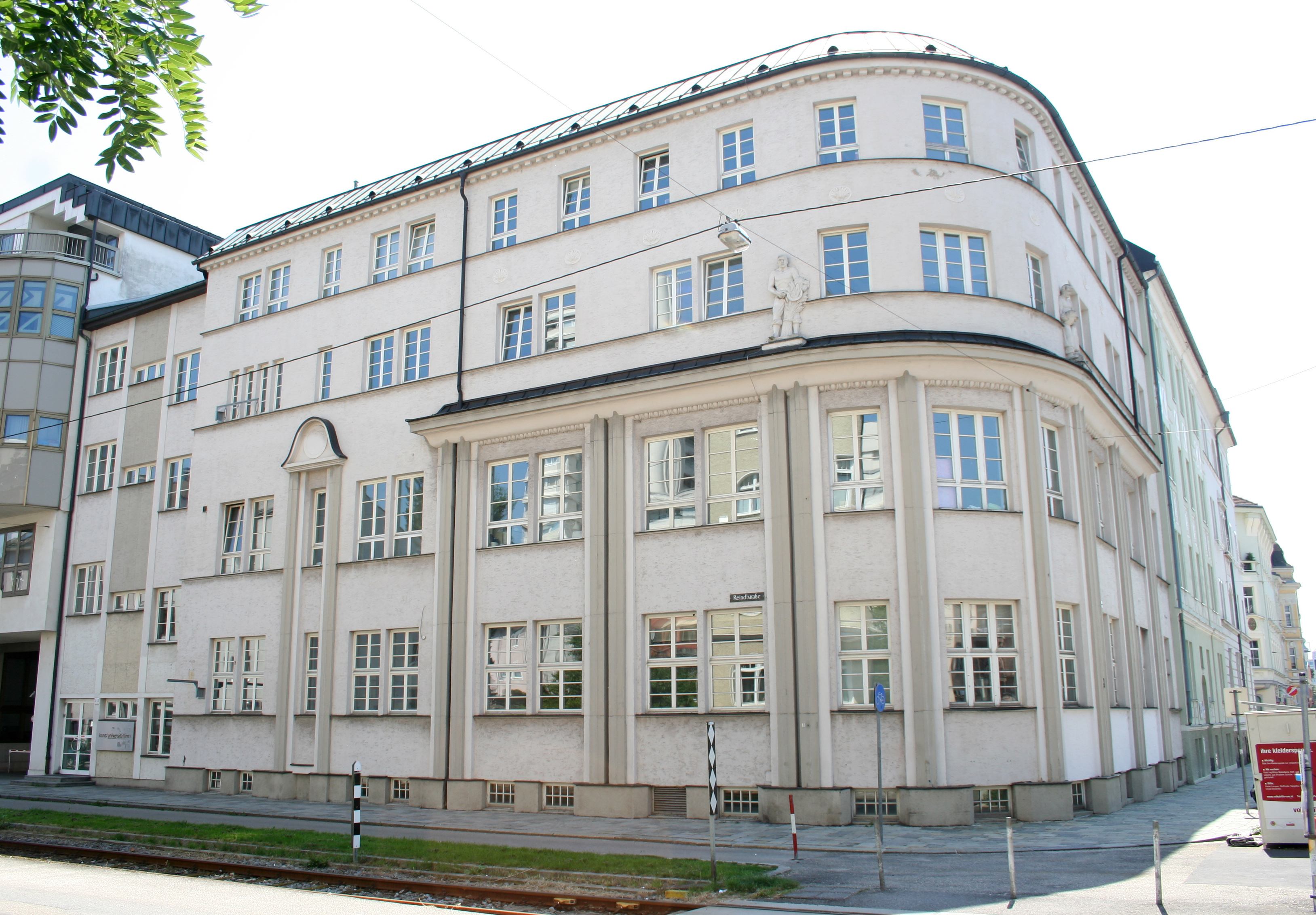
Ringbrotwerke Urfahr

Die RING-Die Bäckerei GmbH war eine der größten Bäckereien Österreichs.

## Geschichte
Die Ringbrot-Werke wurden 1917 von den bürgerlichen Bäckermeistern Alois Neuhauser und Franz Obermeyr in Linz-Urfahr gegründet. Bereits 1920 wurden hier industriell 11.000 Laibe Brot täglich erzeugt. Der Standort wurde damals gewählt, weil hier ein unmittelbarer Anschluss an die Mühlkreisbahn möglich war.
Am 3. Februar 1980 wurde die Backstube der Ring Bäckerei in Linz durch einen Großbrand im Bereich der Backöfen zerstört. 1986 musste das Unternehmen mit 150 Mitarbeitern Insolvenz anmelden. Damals wurde der Betrieb durch den Lebensmittelhersteller Ed. Haas Austria übernommen.
2014 wurde der Ring durch den Backwarenerzeuger Pan&Co übernommen. Doch nach dem Tod des Firmengründers ging es steil bergab. Am 9. Juni 2015 musste Pan&Co mit deren Töchtern RING, Konditorei Blaschke, Salzkammergut Bäckerei und P&C Kaffee Insolvenz anmelden. Die meisten Filialen wurden durch Resch & Frisch übernommen.